# Drosophila incompleta
Drosophila incompleta är en tvåvingeart som beskrevs av Elmo Hardy 1965. Drosophila incompleta ingår i släktet Drosophila och familjen daggflugor.
Artens utbredningsområde är Hawaii.